# Affliction (одежда)
Affliction Clothing — компания, производящая одежду одноимённой марки. 

## Продукция
Продукция компании включает мужские и женские футболки, поло, пуловеры, толстовки, рубашки, джинсы, шорты, часы и прочее. 
На многие футболки нанесены отличительные знаки MMA бойцов, среди которых Рэнди Кутюр, Жорж Сен-Пьер, Куинтон Джексон и Федор Емельяненко. Такие футболки составляют серию Signature Series. 

### American Fighter
Появившись в 2006 году, линия American Fighter стала частью Affliction Holdings LLC 22 апреля 2008 года. 

### Archaic
Торговая марка Archaic также принадлежит компании Affliction.

### Rebel Saints
Rebel Saints был запущен 27 сентября 2011 года.

### Throwdown
Бренд Throwdown был основан на волне возросшей популярности MMA.